# Sofia Tamamshián
Sophia Georgievna Tamamschjan (o Tamamschan, o Tamamschian) (transliteración de Софья Георгиевна Тамамшян) ( 1900 - 1981 ) fue una botánica rusa.

## Algunas publicaciones
- 1954. “Genus Vicia L.”. En: Flora of Azerbaijan, Vol. 5, (1954), pp. 476–511 Bakú (en ruso)

### Libros
- 1967. Flora of Caucasus.

- La abreviatura «Tamamsch.» se emplea para indicar a Sofia Tamamshián como autoridad en la descripción y clasificación científica de los vegetales.[2]